# ثلج بحري

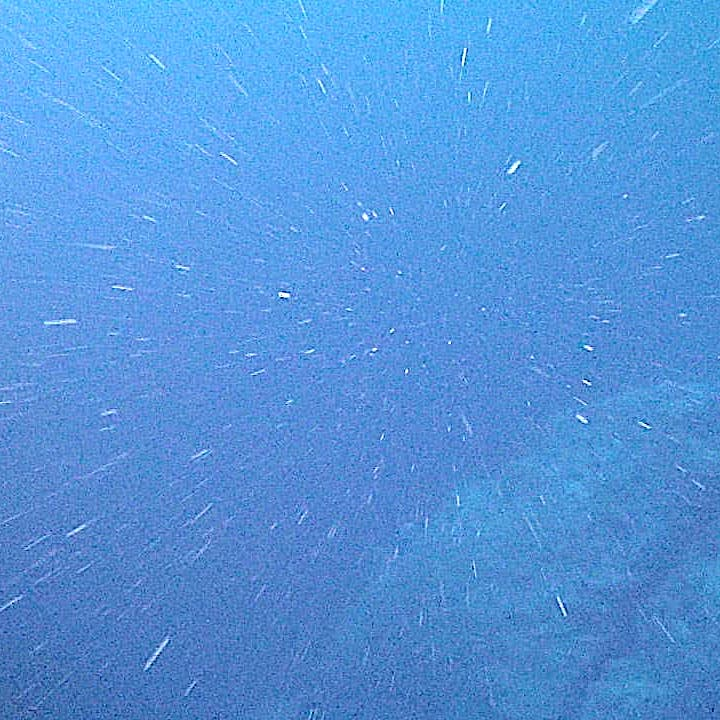

في أعماق المحيطات، الثلوج البحرية هي فائض مستمر في معظمها من النفايات العضوية التي تسقط من الطبقات العليا من عمود المياه. وهي وسيلة هامة لتصدير الطاقة من المنطقة الضوئية الغنية بالضوء إلى المنطقة الذيلية أدناه. وقد صاغ هذا المصطلح لأول مرة من قبل المستكشف وليم بيبي. وبما أن أصل الثلوج البحرية يكمن في أنشطة داخل المنطقة الضوئية المنتجة، فإن انتشار الثلوج البحرية يتغير مع التقلبات الموسمية في النشاط الضوئي وتيارات المحيطات. يمكن أن تكون الثلوج البحرية مصدراً غذائيا هاما للكائنات الحية التي تعيش في المنطقة المتعرضة، خاصةً بالنسبة للكائنات الحية التي تعيش بعمق في عمود المياه.